# Hirundichthys rondeletii
Hirundichthys rondeletii é uma espécie de peixe pertencente à família Exocoetidae.
A autoridade científica da espécie é Valenciennes, tendo sido descrita no ano de 1847.

## Portugal
Encontra-se presente em Portugal, onde é uma espécie nativa.

## Descrição
Trata-se de uma espécie marinha. Atinge os 30 cm de comprimento total nos indivíduos do sexo masculino.